# غوشنة كاليفورنية
غوشنة كاليفورنية (الاسم العلمي: Morchella californica) هي نوع من الفطريات يتبع جنس الغوشنة من الفصيلة الغوشنية.